# Milton (Ontario)
Milton is een plaats (town) in de Canadese provincie Ontario en telt 53.939 inwoners (2006).

## Geboren
- David James Elliott (21 september 1960), acteur
- Travis Gerrits (19 oktober 1991), freestyleskiër
- Michael Foley (12 januari 1999), baanwielrenner

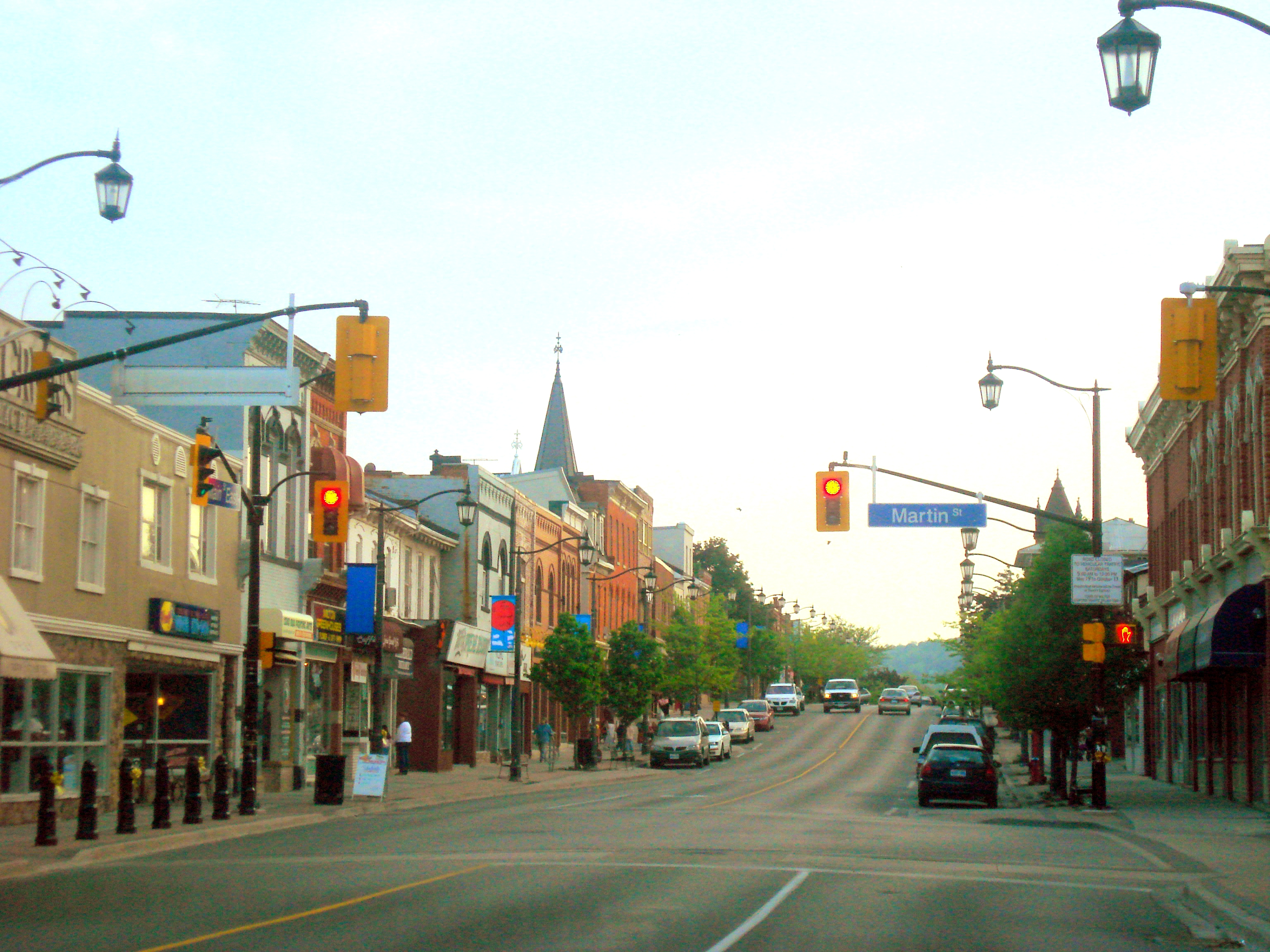
Downtown Milton